# Markus Bodenseh
Markus Bodenseh (* 21. Februar 1972 in Heilbronn) ist ein deutscher Jazzmusiker (Kontrabass, E-Bass, Komposition).

## Leben und Wirken
Bodenseh begann 1993 ein Lehramtsstudium an der PH Ludwigsburg, wechselte aber 1994 zum Studium der Jazz- und Popularmusik an der Staatlichen Hochschule für Musik und Darstellende Kunst Stuttgart bei Thomas Stabenow und Mini Schulz. Während des Studiums war er zwischen 1995 und 1997 Mitglied des Bundesjazzorchesters. Weitere Ausbildungen bei Mike Richmond, Larry Grenadier und Eddie Gomez folgten.
Peter Herbolzheimer holte Bodenseh 1999 in seine Rhythm Combination & Brass. Zwischen 2005 und 2010 gehörte er zur Bobby Burgess Big Band Explosion, mit der das Album Live at Rosenau Vol. 1/2 (2006) entstand. 2014/15 tourte er mit Wil Saldens Glenn Miller Orchestra. Er gründete Bodenseh’s Metronome Art (gleichnamiges Album bei HGBS 2017 mit Günter Weiss, Sebastian Merk sowie Joo Kraus und Libor Šíma). Mit Markus Birkle und Oli Rubow bildete er das Trio Netzer (Mailand Madrid, 2008).
Weiterhin spielte Bodenseh mit De-Phazz (Private), im Trio von Gee Hye Lee (Midnight Walk), bei Jogo Final und bei Frank Spaniols Spaniol 4, mit dem Alben wie Loon (2006) oder The Trip (2013) entstanden. Mit der Band A.C.F. von Joo Kraus tourte er in Europa. Gelegentlich arbeitete er mit Nana Mouskouri, Die Fantastischen Vier,  der Rias Big Band und der SWR Big Band. Er ist auch auf Alben von Klaus Wagenleiter, der Tempel Bigband, Sounds Beyond (Songs & Images), Polyphonix, Ron Spielman (Hilltop Garden), Michael Schütz (To the Point) oder Jochen Neuffer/Tobias Becker (Augmented Reality) zu hören. Seit 1999 ist er zudem als Dozent an der Berufsfachschule für Musik des Bezirks Schwaben in Krumbach tätig.